# Melchior von Diepenbrock

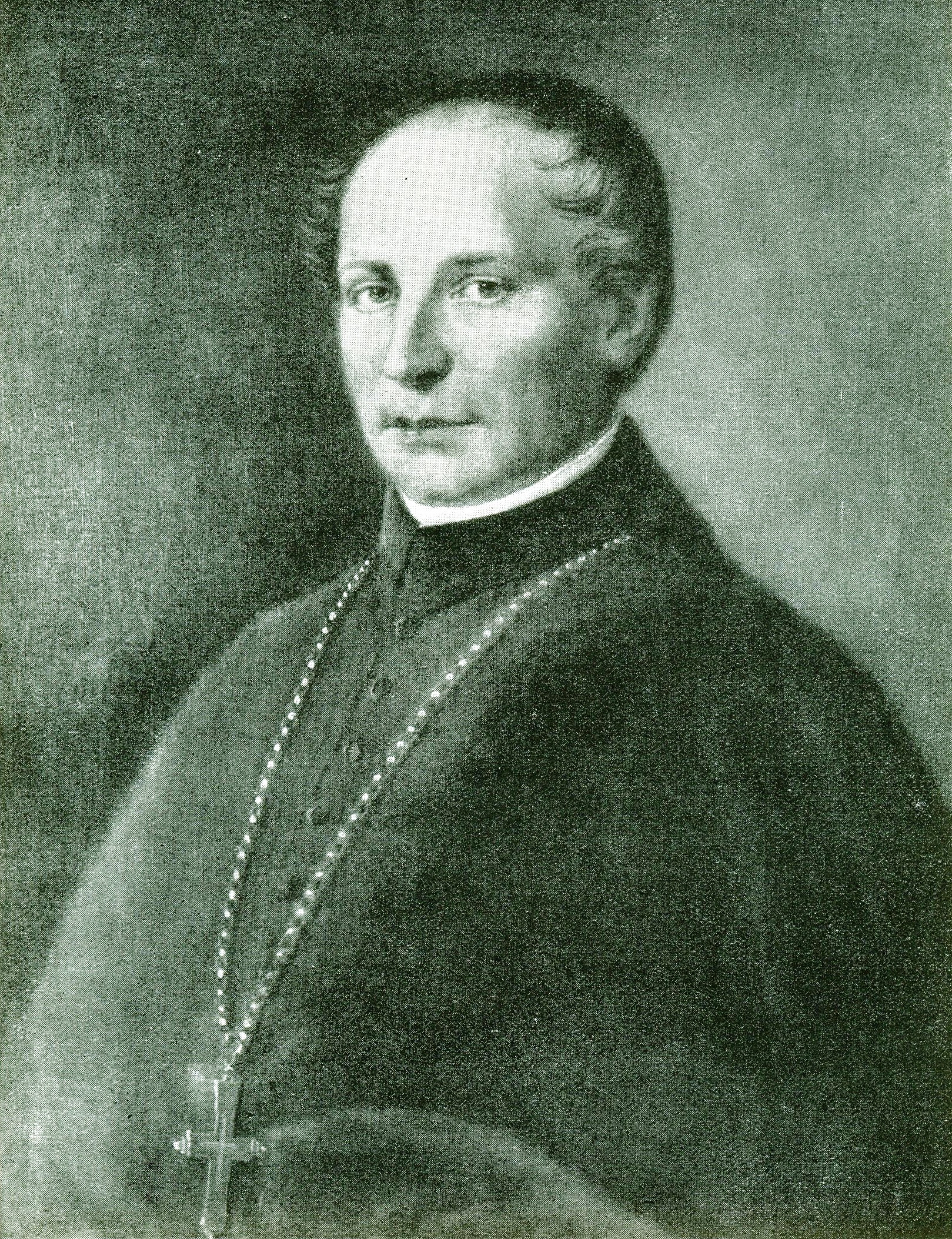
Melchior von Diepenbrock.

Melchior von Diepenbrock, född den 6 januari 1798 i Bocholt i Westfalen, död den 20 januari 1853 i Jauernig i Schlesien, var en tysk predikant och skriftställare.
von Diepenbrock  deltog som ung löjtnant i befrielsekriget mot Napoleon, påverkades sedan 1817 starkt av teologen, professor Michael Sailer, prästvigdes 1823 och blev 1845 bayersk friherre samt furstbiskop av Breslau. År 1848 var han medlem av Frankfurtparlamentet och utnämndes 1850 till kardinal. 
von Diepenbrock utgav bland annat Geistlicher Blumenstrauss aus spanischen und deutschen Dichtergärten (1829; 4:e upplagan 1862), Heinrich Susos Leben und Schriften (1829, 4:e upplagan 1884), Predigten (1841–1843) och Sämmtliche Hirtenbriefe (1853).  
von Diepenbrock behandlas i monografier av Förster, Melchior von Diepenbrock (1859, 3:e upplagan 1878), Reinkens, Melchior von Diepenbrock (1881), och Finke, Zur Erinnerung an Kardinal Melchior von Diepenbrock (1898).